# لیل-بابس
لیل-بابس (به سوئدی: Lill-Babs)، با نام کامل باربارا مارگارتا اسونسن (به سوئدی: Barbro Margareta Svensson) (زادهٔ ۹ مارس ۱۹۳۸ – درگذشتهٔ ۳ آوریل ۲۰۱۸) خوانندهٔ سوئدی بود.
او نماینده سوئد در یوروویژن ۱۹۶۱ بود.